# Cotorra de Malabar
La cotorra de Malabar (Psittacula columboides) és una espècie d'ocell de la família dels psitàcids que habita zones boscoses del sud-oest de l'Índia.
La població tendeix a la baixa, per la urbanització i l'agricultura, però no atèny els criteris de la vulnerabilitat i la Llista Vermella de l'UICN la classifica com risc mínim.